# 1831 na música

## Nascimentos
| Data        | Nome           | Profissão                                   | Nacionalidade | Observações | Ref |
| ----------- | -------------- | ------------------------------------------- | ------------- | ----------- | --- |
| 28 de Junho | Joseph Joachim | violinista, maestro, compositor e professor | Hungria       | m. 1907     |     |

## Mortes
| Data           | Nome         | Profissão  | Nacionalidade | Observações | Ref |
| -------------- | ------------ | ---------- | ------------- | ----------- | --- |
| 14 de Novembro | Ignaz Pleyel | compositor | França        | n. 1757     |     |